# Avenue Léon-Heuzey
L'avenue Léon-Heuzey est une voie du 16e arrondissement de Paris dans le quartier d'Auteuil. 

## Situation et accès
Perpendiculaire à la rue de Rémusat et orientée nord-sud, cette voie n’a que 60 mètres de long et finit en impasse. Jouissant du titre d'« avenue », c'est l’une des plus petites de Paris (elle n'est cependant pas la plus petite avenue de la capitale, titre détenu par l'avenue Georges-Risler dans le même arrondissement).

## Origine du nom

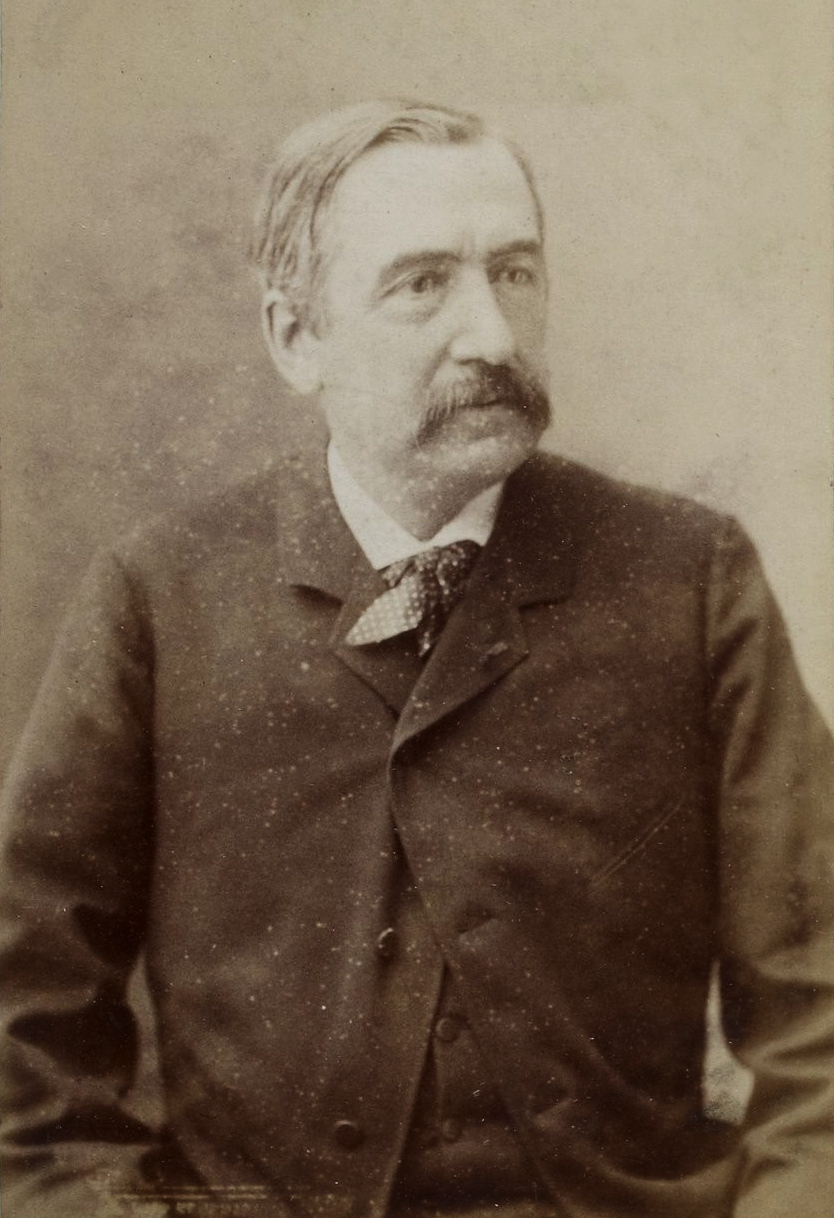
L’archéologue Léon Heuzey.

Cette avenue doit son nom à l'archéologue et historien français Léon Heuzey (1831-1922), propriétaire du terrain sur l'emprise de l'avenue.

## Historique
Cette voie est créée et prend sa dénomination actuelle en 1912. 

## Bâtiments remarquables et lieux de mémoire
- No 6 : en 1962, l'Institut supérieur du commerce de Paris ouvre ses portes à ce numéro avant de déménager en 1969 (il est aujourd'hui situé dans le 17e arrondissement de Paris, au 22, boulevard du Fort-de-Vaux).
- Au croisement avec la rue de Rémusat (no 21) : hôtel particulier de style italianisant construit par Robert Danis en 1913 ; actuellement : clinique Rémusat.